# Краљица из Горјана
Краљица из Горјана (хр. Godišnji proljetni ophod Kraljice ili Ljelje iz Gorjana)  села недалеко од града Ђакова у Славонији, у североисточној Хрватској у Осјечко-барањској жупанији, је народни обичај у коме девојке  у пролеће, о празнику Духови, у поворци обилазе село и изводе ритуал састављен од специфичних песама и плеса са сабљама. Овај плес девојака, који је у традиционалној култури северне Хрватске повезан са покретним празником Духова, данас се због своје атрактивности може чешће видети на сцени (као туристичка манифестација) него у сеоским срединама.

## Историја
Обичај не потиче из турског доба, како се то често сматра, већ из старих времена доласка Словена на Балканско полуострво. Улоге краљица и краљева (девојке са украшеним шеширима на главама као мушке ознаке),  чауша, заставнка, деверуше и девера везана је за свадбену тематику ових поворки.
Заснован је на митској причи о небеским краљицама и краљевима који немају никакве везе са земаљским царством. Љеља се сматра супругом словенског бога Перуна, па се  Љеља и Љељо сматрају децом бога Перуна према хрватским веровањима. Деца су изгубљена и не знају да су Перунова. У хришћанској традицији њихова имена су промењена у Јура и Мара. Обичај се највише сачувао и најдуже траје у Ђакову.
Обичај је био познат Хрватима на широм подручју које су насељавали у касном средњем веку. Тако су нпр. Гундулић и Палмотић добро познавали овај обичај, и упоређивали га са Амором и Купидоном.
Иако значење и извор овог ритуала нису сасвим познати, сељани га сматрају симболом села Горјани и кроз овај обичај желе да прикажу лепоту и отменост њихових  младих становника

## Опис културног добра
Према садржају њихових песама учеснице овог догађаја су девојачке, које чине духовне поворке које у Горјанима зову и Љеље.  У овој поворци њене учеснице се деле се на:
- десет краљева, који носе сабље и мушке шешире на глави украшене цвећем,
- пет краљица, које на главама, попут младаневсте, носе беле венчиће.

Улоге  краљица  и  краљева (девојка са украшеним шеширима на глави као ознаке мушког пола), док чауши, заставници, деверуше и девери откривају свадбену тему ових поворки.
Тако подењене на две групе и одевене у свечане народне ношње учеснице Љења обилазе одређен број кућа у селу Горјану.  У  прошлости краљицу су редовно пратили гајдаши, а у новије време и тамбураши.
Током овог ритуала из ширег репертоара краљичких текстова оне бирају  песме у складу са породицом коју  посећују; најчешће певају девојци, младићу или младој невести. Затим краљеви изводе плес са сабљама, а краљице песмом опонашају плесне фигуре. Следи народни плес уз пратњу музике, коме се могу придружити и укућани. Након што их домаћице почасте храном и пићем, поворка одлази у другу кућу.
Другога дана Духова краљице одлазе у суседно село или оближњи градић. На крају се манифестација завршава заједничком гозбом и забавом код једне од учесница.
Читава заједница, укључујући основну школу, цркву и многе градске породице, помажу у припремама за поворку, и тиме се поносе све жене које су у њој учествовале.

## Заштита
Годишња пролећна поворка краљице у Горјанима, славонске краљице или Љеља, као народни обичај, уписана је 1966. године у хрватску културну баштину. Као нематеријално светско наслеђе препознато је 2007. године, а на УНЕСКО-ву листу нематеријалног светског наслеђа у Европи уписана је 2009. године.